# Santuari de la Mare de Déu de Lord
El Santuari de la Mare de Déu de Lord és una església declarada bé cultural d'interès nacional de Sant Llorenç de Morunys (Solsonès), situada a la Mola de Lord (1150 msnm) i dominant tota la vall. La devoció de la comarca va comportar donacions de cases i terrenys que passaren a ser propietat del Santuari.

## Descripció

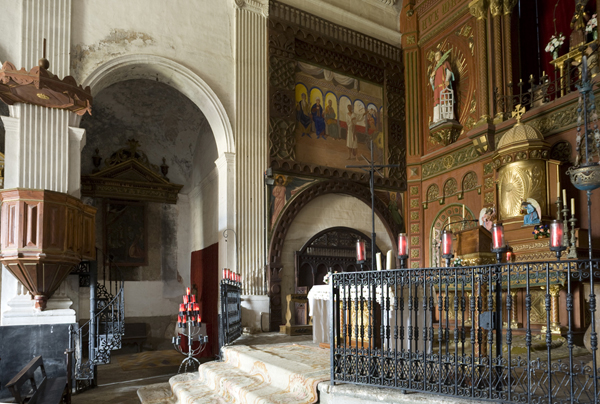
El presbiteri

És un temple d'una nau, coberta amb volta de canó sobre arcs torals, i capelles laterals entre els contraforts. La façana és d'una gran senzillesa, mancada d'elements ornamentals, tret de l'òcul que il·lumina l'església. A un costat té el campanar, de dos cossos. L'ornamentació es redueix al retaule major, que allotja el cambril de la Mare de Déu de Lord, una talla de fusta que en el seu estat actual revela una restauració que desfigura la imatge original, del segle xiii.

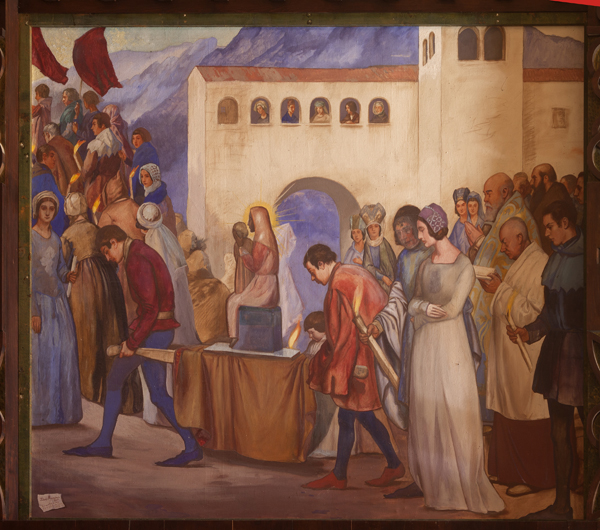
Plafó de Lluís Masriera

El retaule de 1901, de fusteria amb daurats, fou fet a Barcelona pel taller de J. Riera Casanovas. La seva factura respon a les orientacions revivalistes que conjugaren arbitràriament estereotips dels arts romànics i bizantí.
Les parets del presbiteri foren decorades amb pintures de Lluís Masriera (1929). Cal fer esment també d'un grup de pintures, d'ascendència manierista, que seria aconsellable de fer restaurar i estudiar.

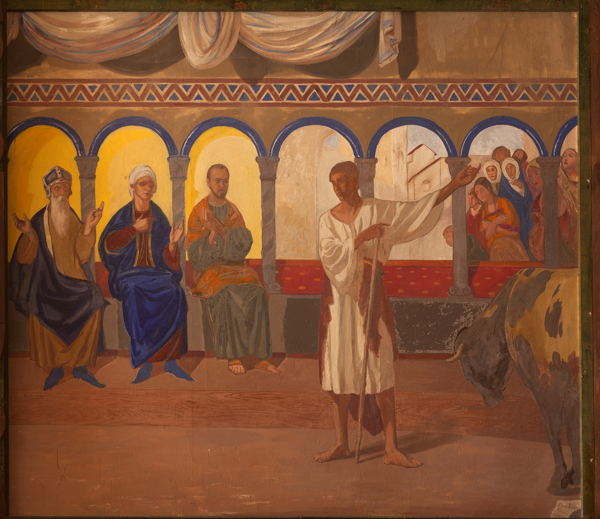
Plafó de Lluís Masriera

L'església té annexa una senzilla construcció de planta rectangular, on viuen els custodis del santuari i on s'ha disposat una senzilla Hostatgeria.

### Accés
Des de Sant Llorenç de Morunys, per la carretera que porta a coll de Jou i Port del Comte, el camí es desvia cap a Sant Serni del Grau i el Santuari de Lord, per una carretera estreta. Arribats a un cert punt, s’ha de continuar a peu per un camí en pujada durant uns 30 minuts.

### Notícies històriques
Documentat des de finals del segle X com un antic centre eremític, al segle xi passà a dependre del cenobi de Sant Llorenç de Morunys. Al segle xv s'hi bastí una església, i entre 1582 i 1634 s'hi establí una comunitat de frares dominicans. L'augment dels seus béns patrimonials portà a la construcció d'un nou temple entre 1774 i 1785, que arribà a servir, al 1812, de dipòsit de presoners francesos i fou devastat el 1836 durant la guerra carlina; s'hi conserva un canó d'aquella època, situat a l'entrada del recinte del santuari. L'edifici actual fou aixecat per iniciativa de l'industrial Esteve Monegal entre 1867 i 1870, i s'inaugurà el 19 d'agost d'aquest any.
El 1896 un gran incendi, potser causat per un llamp, va destruir completament l'altar major i els quadres que representaven la llegenda. La imatge de la Marededeu fou rescatada i el temple es reparà. El 1901 s'inaugurà un nou altar major, financiat aquest cop per José Monegal. L'any 1929 s'hi instal·laren les dues teles de Masriera, que substituïen les dues anteriors, cremades en l'incendi de 1896.
Després que marxés a finals dels anys seixanta del segle xx la família que vivia al Santuari, al 1971 el Pare Jordana, procedent del Monestir de Poblet, que havia estat Prior-President de Poblet i de l'Orde Cistercenc Espanyol, arribà a la Mola per residir-hi i fer-hi vida retirada. Al 1975 s'inicià una nova reconstrucció del Santuari i en els anys següents hi arribà la llum elèctrica i la conducció d’aigua corrent. L'any 2008 s'hi va inaugurar la Hostatgeria del Santuari, un lloc "eucarístic, bíblic, un lloc per transmetre la pau de Déu".